# Revolução de 28 de Maio de 1944
A Revolução de 28 de maio de 1944 foi um levante popular no Equador conhecido em alguns setores da população como "La Gloriosa", que derrubou o presidente Carlos A. Arroyo del Río e posteriormente permitiu que Velasco Ibarra se tornasse presidente.

## Contexto histórico
Foi o Governo pró oligarquia e altamente repressor de Arroio do Rio que foi desposto por esta revolução. Resultado de uma defasagem desde os tempos do liberalismo plutocrático equatoriano (que teve seu maior apogeu nas três primeiras décadas do século XX) e que, pelo mesmo motivo, teve como pilares principais a pequena nobreza costeira dedicada sobretudo aos bancos e a agro exportação.
Em defesa dos altos interesses burgueses e agroexportadores, o governo brigou com os crescentes sindicatos e o movimento operário em geral, para tê-los sob controle, utilizando a violência como meio repressor. Se tomar em conta que na cidade de Guayaquil já se tinham desenvolvido repressões brutais ao sector operário, poder-se-á entender por que nesta cidade se dão depois os factos mais relevantes da rebelião.
Ao não encontrar apoio no exército, Arroio do Rio decide reforçar os carabineiros (atual Polícia Nacional) para que eles se convertam na força armada que o sustente no poder. Os carabineiros são reforçados com armamento bélico enquanto corta-se a despesa militar, dita decisão incrementou o descontentamento dos militares para este governo. Os carabineiros caracterizaram-se neste tempo pela exacerbada violência de seus atos em um nível brutal

## Revolução
Finalmente a situação explode, o povo de Guaiaquil com seus sindicatos vira-se às ruas. Nesse momento os militares declaram que lhe tiram o respaldo ao regime no poder, enquanto por outro o lado o governo ordena aos carabineiros que saiam a reprimir à população; inclusive dão-se choques armados com os militares. Enquanto por um lado a rebelião é de matiz popular e espontânea, pelo outro nas ruas, quem se converteu política ao encabeçar as demandas do movimento são os líderes do Partido Comunista do Equador, entre os que figuram Pedro Antonio Saad Niyaim e os escritores Joaquín Galegos Lara e Enrique Gil Gilbert; e também em menor nível os do Partido Socialista. Também, nos quartéis militares se lhes entregam armas aos civis para que estes se enfrentem aos Carabineiros. A situação de revolta dura uns poucos dias e finalmente os civis  de Guayaquil conseguiram encurralar os carabineiros no quartel geral de polícia da cidade no dia 28 de maio de 1944.
O comandante Lutgardo Proaño era chefe dos carabineiros da praça de Guaiaquil, rendeu-se depois de nove horas de combate. Na tomada do quartel de Carabineiros produziram-se saques e incendiou-se o quartel.
O presidente finalmente é derrocado e convoca-se à Junta de Governo na chamada "Aliança Democrática Equatoriana" a qual assume o poder do Estado, sendo o director desta aliança o liberal dissidente Julio Teodoro Salem por poucos dias até a assunção de Velasco Ibarra como presidente da república o 31 de maio, quando chegou ao país desde Colômbia. Elabora-se uma constituição de corte socialista ainda que não totalmente revolucionária (da que muitos constitucionalistas equatorianos de diversas tendências políticas sustentam tem sido a melhor que tem tido o país por seu alto nível científico).  Chama-se a uma negociação entre líderes políticos de vários sectores chegando à conclusão de eleger como presidente José María Velasco Ibarra, que gozava de grande popularidade nesse momento, com a condição de que respeitasse a nova constituição. Este aceita, ainda que uma vez em poder quase imediatamente anula-a, declarando-se ditador, o que motivou sua deposição de 1947.
 